# Die Haubinger von 1857
Die Haubinger sind die drittälteste Fastnachtsgesellschaft in Mainz und fester Bestandteil des Mainzer Rosenmontagszugs während der Mainzer Fastnacht. Eine Besonderheit ist, dass die Haubinger nicht wie allgemein üblich Bonbons beim Rosenmontagszug in die Menge werfen, sondern Mainzer Käse. 1. Vorsitzender ist Uwe Zajonc, Sitzungspräsident ist Helmut Sudrow.

## Geschichte
Der Mainzer Fastnachts-Verein Die Haubinger wurde im Jahr 1857 gegründet. Der Legende nach, geht die Gründung auf einen „Rachfeldzug“ der Ehefrauen gegen ihrer im Wirtshaus eingeschlafenen Männer zurück, die ihren Ehemännern heimlich „Betthauben“ aufgezogen haben.

## Fahne
Die wohl älteste noch vorhandene Mainzer fastnachtlichen Korporationsfahne zeigt die Haubinger und wird im Fastnachtsarchiv Mainz aufbewahrt.